# Afonso Garcia Prado
Afonso Garcia Prado (Orlândia, 9 de março de 1885 – Três Lagoas, em data desconhecida) foi um político brasileiro, prefeito de Três Lagoas.
Após radicar-se no sul de Mato Grosso, exerceu as mais diversas ocupações, tendo sido, inclusive, tabelião em Garcias.
Por três vezes contraiu núpcias. Do primeiro matrimônio, com Maria Marques Prado, teve os seguintes filhos: Aracy, Alzira, Jandira e Washington. Matrimoniou-se depois com  Abadia Prado, com quem não teve geração. Em terceiras núpcias com Irene Alves Prado, teve os filhos: Geni, Vidal, Álvaro e Rosália.
Homem de pouca educação, mas de largo tino administrativo, Afonso Garcia Prado destacou-se nas funções que ocupou, o que lhe valeu as atenções do governador do estado, que o nomeou primeiro intendente geral do recém-criado município de Três Lagoas, fato esse ocorrido a 15 de junho de 1915. Deu-se sua posse em 8 de agosto do mesmo ano. Afonso Garcia Prado permaneceu no exercício das funções até 31 de dezembro de 1920.